# Villate
Pour les articles homonymes, voir Villatte.
Villate est une commune française située dans le nord du département de la Haute-Garonne, en région Occitanie.
Sur le plan historique et culturel, la commune est dans le Pays toulousain, qui s’étend autour de Toulouse le long de la vallée de la Garonne, bordé à l’ouest par les coteaux du Savès, à l’est par ceux du Lauragais et au sud par ceux de la vallée de l’ Ariège et du Volvestre. Exposée à un climat océanique altéré, elle est drainée par le ruisseau du Haumont et par un autre cours d'eau.
Villate est une commune urbaine qui compte 1 187 habitants en 2022, après avoir connu une forte hausse de la population depuis 1962. Elle est dans l'agglomération toulousaine et fait partie de l'aire d'attraction de Toulouse. Ses habitants sont appelés les Villatois ou  Villatoises.

## Géographie

### Localisation
La commune de Villate se trouve dans le département de la Haute-Garonne, en région Occitanie.
Elle se situe à 16 km à vol d'oiseau de Toulouse, préfecture du département, à 4 km de Muret, sous-préfecture, et à 6 km de Portet-sur-Garonne, bureau centralisateur du canton de Portet-sur-Garonne dont dépend la commune depuis 2015 pour les élections départementales.
La commune fait en outre partie du bassin de vie de Toulouse.
Les communes les plus proches sont : 
Pins-Justaret (1,1 km), Labarthe-sur-Lèze (2,6 km), Saubens (2,7 km), Roquettes (3,4 km), Lacroix-Falgarde (4,0 km), Pinsaguel (4,3 km), Goyrans (4,4 km), Muret (4,5 km).
Sur le plan historique et culturel, Villate fait partie du pays toulousain, une ceinture de plaines fertiles entrecoupées de bosquets d'arbres, aux molles collines semées de fermes en briques roses, inéluctablement grignotée par l'urbanisme des banlieues.
Villate est limitrophe de cinq autres communes.
Les communes limitrophes sont  Eaunes, Labarthe-sur-Lèze, Muret, Pins-Justaret et Saubens.
|         | Pins-Justaret |                   |
| Saubens | Villate       | Labarthe-sur-Lèze |
| Muret   | Eaunes        |                   |

### Géologie et relief
La superficie de la commune est de 182 hectares ce qui en fait la sixième plus petite commune de la Haute-Garonne ; son altitude varie de 161  à   172 mètres.

### Hydrographie

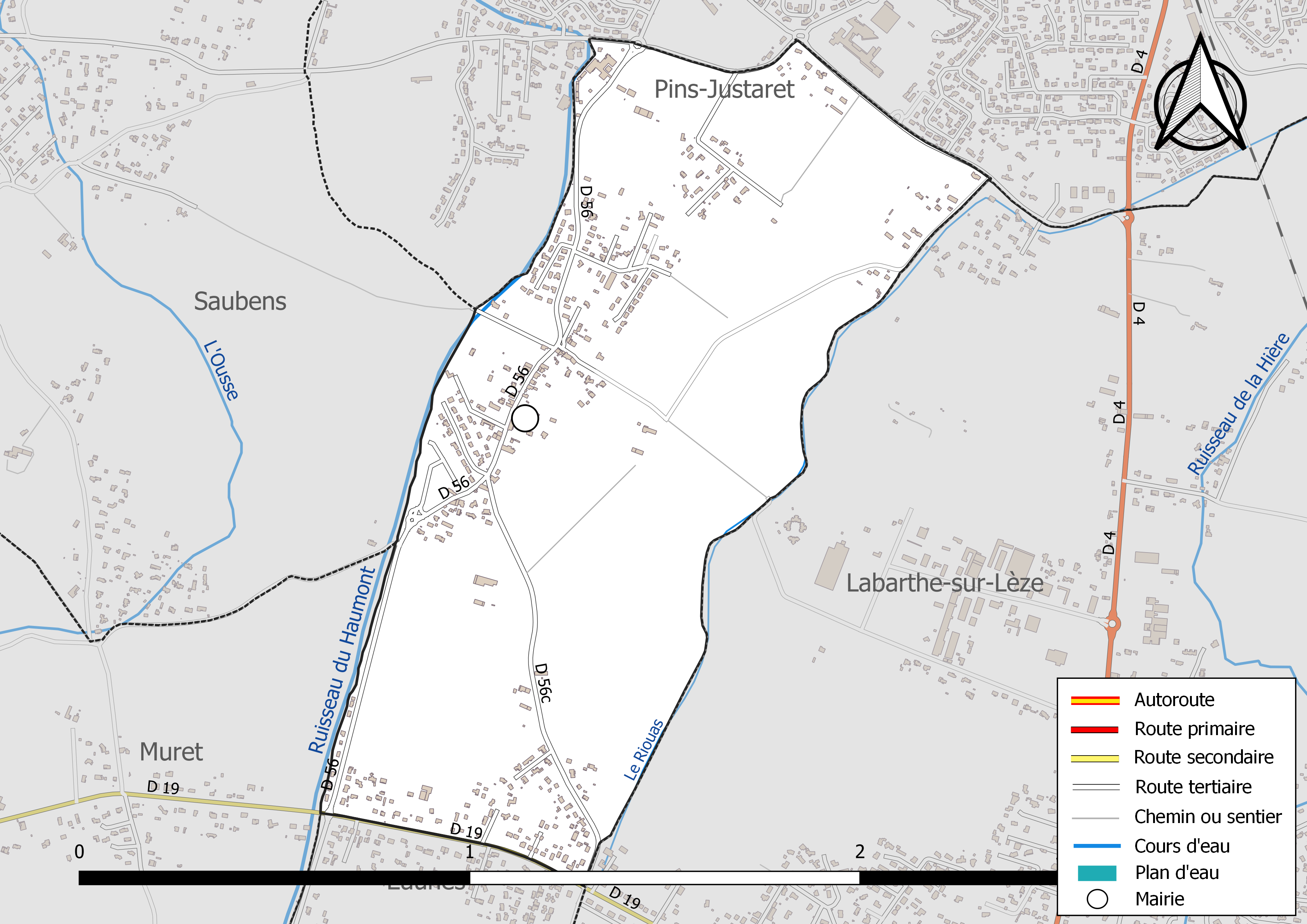
Réseaux hydrographique et routier de Villate.

La commune est dans le bassin de la Garonne, au sein du bassin hydrographique Adour-Garonne. Elle est drainée par le ruisseau du Haumont, le Riouas, constituant un réseau hydrographique de 1 km de longueur totale,.
Le ruisseau du Haumont, d'une longueur totale de 11,5 km, prend sa source dans la commune d'Eaunes et s'écoule du sud-ouest vers le nord-est. Il traverse la commune et se jette dans l'Ariège à Pins-Justaret, après avoir traversé 5 communes.

### Climat
Pour des articles plus généraux, voir Climat de l'Occitanie et Climat de la Haute-Garonne.
En 2010, le climat de la commune est de type climat méditerranéen altéré, selon une étude s'appuyant sur une série de données couvrant la période 1971-2000. En 2020, Météo-France publie une typologie des climats de la France métropolitaine dans laquelle la commune est exposée à un climat océanique altéré et est dans la région climatique Aquitaine, Gascogne, caractérisée par une pluviométrie abondante au printemps, modérée en automne, un faible ensoleillement au printemps, un été chaud (19,5 °C), des vents faibles, des brouillards fréquents en automne et en hiver et des orages fréquents en été (15 à 20 jours).
Pour la période 1971-2000, la température annuelle moyenne est de 13,3 °C, avec une amplitude thermique annuelle de 15,7 °C. Le cumul annuel moyen de précipitations est de 711 mm, avec 8,9 jours de précipitations en janvier et 5,2 jours en juillet. Pour la période 1991-2020, la température moyenne annuelle observée sur la station météorologique la plus proche, située sur la commune de Cugnaux à 8 km à vol d'oiseau, est de 14,3 °C et le cumul annuel moyen de précipitations est de 635,7 mm,. Pour l'avenir, les paramètres climatiques de la commune estimés pour 2050 selon différents scénarios d'émission de gaz à effet de serre sont consultables sur un site dédié publié par Météo-France en novembre 2022.

### Milieux naturels et biodiversité
Aucun espace naturel présentant un intérêt patrimonial n'est recensé sur la commune dans l'inventaire national du patrimoine naturel,,.

## Urbanisme

### Typologie
Au 1er janvier 2024, Villate est catégorisée ceinture urbaine, selon la nouvelle grille communale de densité à sept niveaux définie par l'Insee en 2022.
Elle appartient à l'unité urbaine de Toulouse, une agglomération inter-départementale regroupant 81  communes, dont elle est une commune de la banlieue,,. Par ailleurs la commune fait partie de l'aire d'attraction de Toulouse, dont elle est une commune de la couronne,. Cette aire, qui regroupe 527 communes, est catégorisée dans les aires de 700 000 habitants ou plus (hors Paris),.

### Occupation des sols

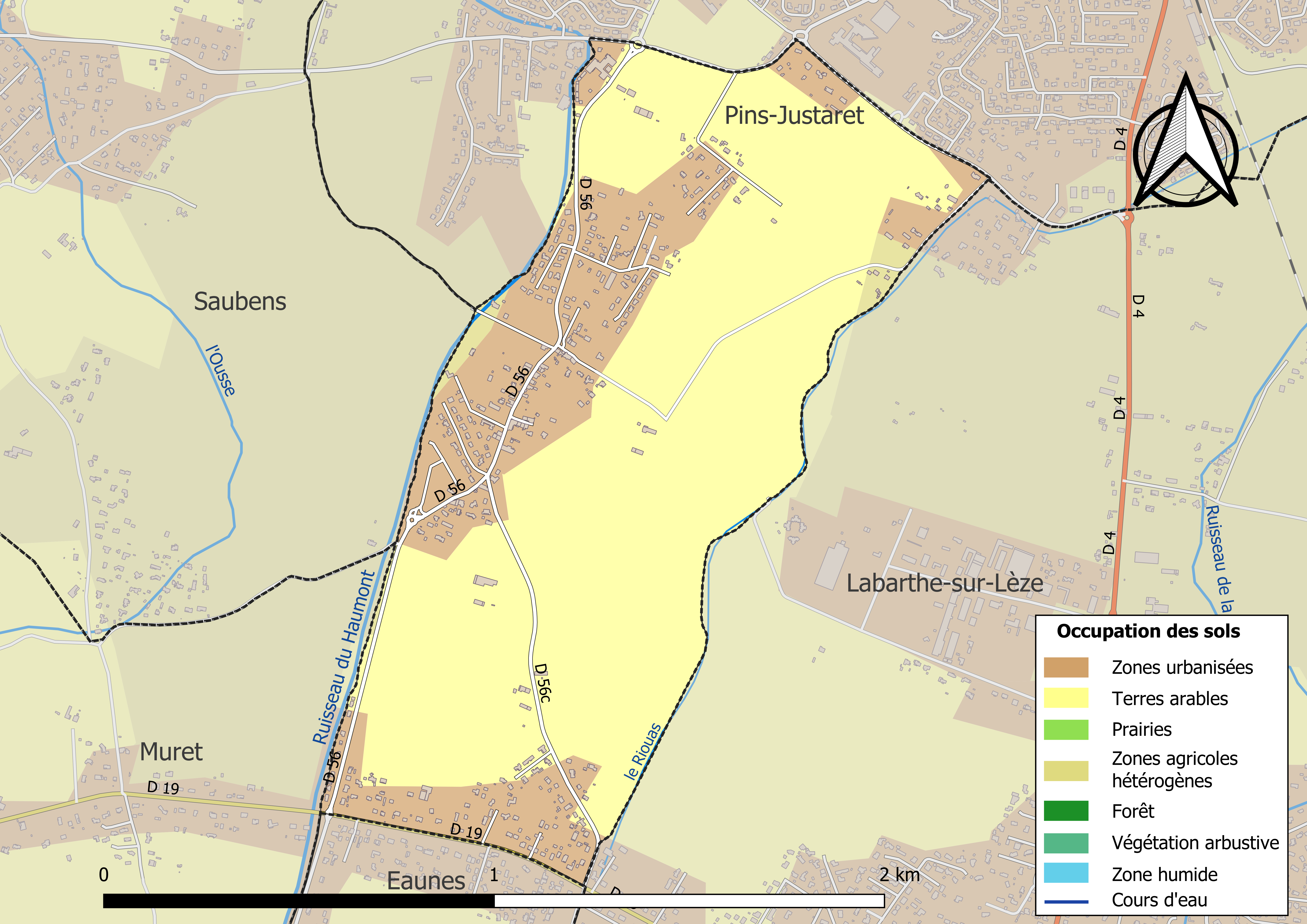
Carte des infrastructures et de l'occupation des sols de la commune en 2018 (CLC).

L'occupation des sols de la commune, telle qu'elle ressort de la base de données européenne d’occupation biophysique des sols Corine Land Cover (CLC), est marquée par l'importance des territoires agricoles (68,4 % en 2018), en diminution par rapport à 1990 (76,3 %). La répartition détaillée en 2018 est la suivante : 
terres arables (66,1 %), zones urbanisées (31,6 %), zones agricoles hétérogènes (2,3 %). L'évolution de l’occupation des sols de la commune et de ses infrastructures peut être observée sur les différentes représentations cartographiques du territoire : la carte de Cassini (XVIIIe siècle), la carte d'état-major (1820-1866) et les cartes ou photos aériennes de l'IGN pour la période actuelle (1950 à aujourd'hui).

### Voies de communication et transports
La ligne 311 du réseau Tisséo relie le centre de la commune à la gare de Muret ou à la gare de Portet-Saint-Simon, toutes deux desservies par la ligne D des trains urbains de Toulouse.

### Lieux-dits ou hameaux
Hameau ou lieu-dit : Bressou-Roucade.

## Histoire

### Héraldique
| Villate | Son blasonnement est : D’argent flanqué en pal d’azur, l’argent chargé en chef à dextre d’une mitre senestrée d’une crosse épiscopale le tout d’or, à senestre d’un pigeonnier du champ maçonné et essoré de gueules, en pointe à dextre d’un platane au naturel et à senestre de trois épis de blé empoignés aussi d’or avec une tige de centaurée jacée fleurie au naturel, le tout surmonté d’un listel d’argent bordé aussi de gueules et chargé de l’inscription en lettres capitales du même Villate brochant. |

## Politique et administration

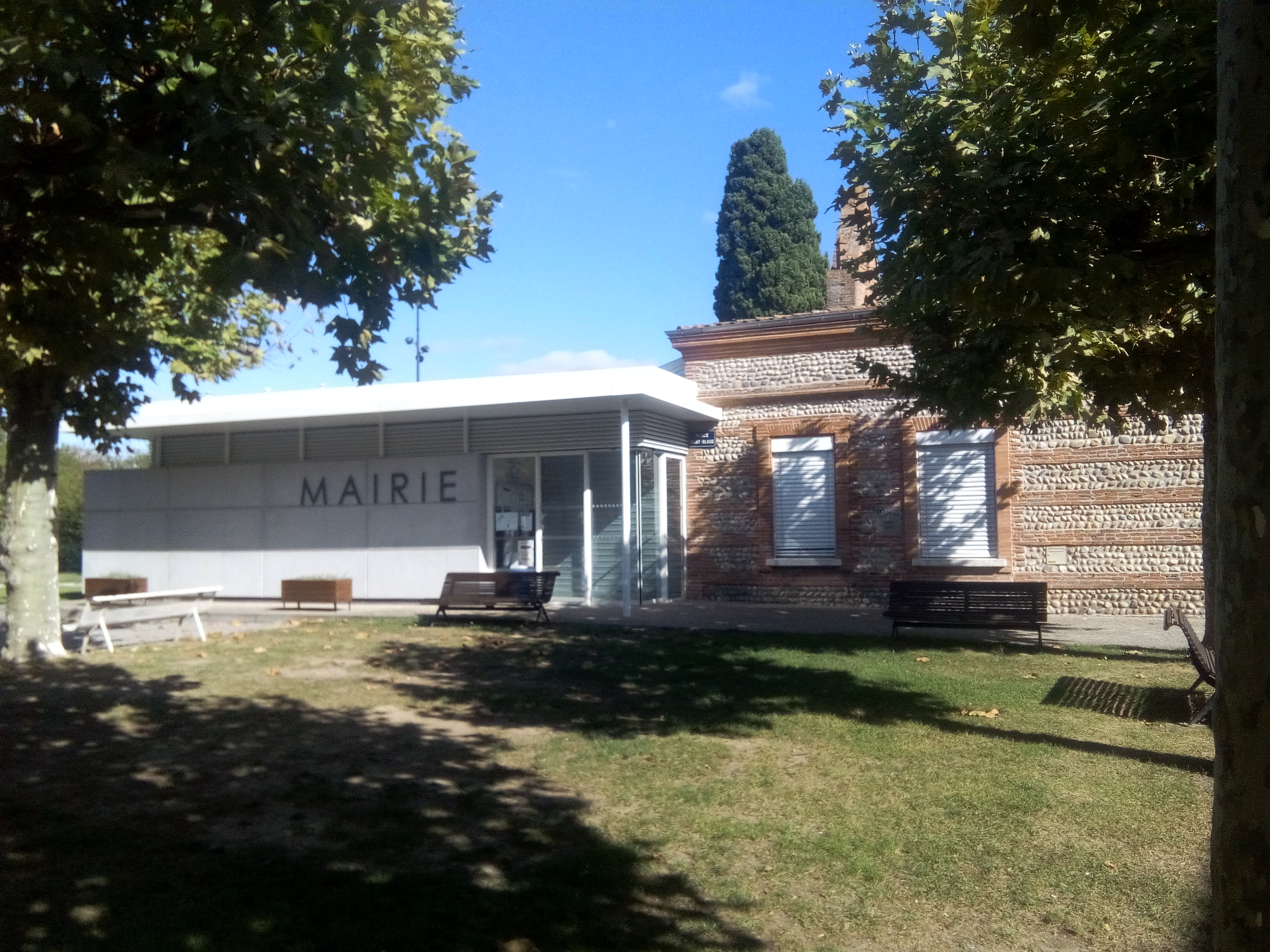
Villate la mairie

### Administration municipale
Le nombre d'habitants au recensement de 2017 étant compris entre 500 habitants et 1 499 habitants, le nombre de membres du conseil municipal pour l'élection de 2020 est de quinze,.

### Rattachements administratifs et électoraux
Commune faisant partie de la neuvième circonscription de la Haute-Garonne de la communauté d'agglomération du Muretain et du canton de Portet-sur-Garonne.

### Liste des maires
| Période                                  | Période  | Identité           | Étiquette | Qualité                    |
| ---------------------------------------- | -------- | ------------------ | --------- | -------------------------- |
| ?                                        | 1971     | Julien Maurette    |           |                            |
| mars 1971                                | 1983     | Léon Carles        |           |                            |
| mars 1983                                | 1995     | Roger Amans        |           |                            |
| juin 1995                                | En cours | Jean-Claude Garaud | PS        | Retraité Fonction publique |
| Les données manquantes sont à compléter. |          |                    |           |                            |

## Population et société

### Démographie
| 1793 | 1800 | 1806 | 1821 | 1831 | 1836 | 1841 | 1846 | 1851 |
| ---- | ---- | ---- | ---- | ---- | ---- | ---- | ---- | ---- |
| 83   | 89   | 107  | 122  | 120  | 139  | 158  | 149  | 128  |

| 1856 | 1861 | 1866 | 1872 | 1876 | 1881 | 1886 | 1891 | 1896 |
| ---- | ---- | ---- | ---- | ---- | ---- | ---- | ---- | ---- |
| 146  | 137  | 125  | 117  | 127  | 115  | 115  | 106  | 106  |

| 1901 | 1906 | 1911 | 1921 | 1926 | 1931 | 1936 | 1946 | 1954 |
| ---- | ---- | ---- | ---- | ---- | ---- | ---- | ---- | ---- |
| 114  | 107  | 117  | 82   | 109  | 98   | 110  | 86   | 124  |

| 1962 | 1968 | 1975 | 1982 | 1990 | 1999 | 2006 | 2007 | 2012 |
| ---- | ---- | ---- | ---- | ---- | ---- | ---- | ---- | ---- |
| 126  | 179  | 386  | 515  | 556  | 588  | 733  | 754  | 871  |

| 2017 | 2022  | - | - | - | - | - | - | - |
| ---- | ----- | - | - | - | - | - | - | - |
| 920  | 1 187 | - | - | - | - | - | - | - |

| selon la population municipale des années : | 1968 | 1975 | 1982 | 1990 | 1999 | 2006 | 2009 | 2013 |
| Rang de la commune dans le département      | 308  | 175  | 183  | 186  | 195  | 188  | 187  | 179  |
| Nombre de communes du département           | 592  | 582  | 586  | 588  | 588  | 588  | 589  | 589  |

### Enseignement
Villate fait partie de l'académie de Toulouse.
L'éducation est assurée sur la commune voisine de Pins-Justaret par le groupe scolaire Jean Jaurès (école maternelle et école élémentaire), le collège Daniel Sorano, et le lycée Jean-Pierre Vernant.

### Fête et événement
La fête votive du village se déroule chaque année, pendant 4 jours, du vendredi au lundi, le week-end du premier dimanche de septembre.
Depuis 1970, elle commence le vendredi soir par une grande mounjetado sous les platanes de la place du village.

### Écologie et recyclage
La collecte et le traitement des déchets des ménages et des déchets assimilés ainsi que la protection et la mise en valeur de l'environnement se font dans le cadre de la communauté d'agglomération du Muretain.

## Économie

### Revenus
En 2018  (données Insee publiées en septembre 2021), la commune compte 357 ménages fiscaux, regroupant 966 personnes. La médiane du revenu disponible par unité de consommation est de 25 720 € (23 140 € dans le département).

### Emploi
|                | 2008  | 2013  | 2018  |
| -------------- | ----- | ----- | ----- |
| Commune        | 3 %   | 5,1 % | 6,8 % |
| Département    | 7,7 % | 9,6 % | 9,3 % |
| France entière | 8,3 % | 10 %  | 10 %  |

En 2018, la population âgée de 15 à 64 ans s'élève à 599 personnes, parmi lesquelles on compte 80,6 % d'actifs (73,7 % ayant un emploi et 6,8 % de chômeurs) et 19,4 % d'inactifs,. Depuis 2008, le taux de chômage communal (au sens du recensement) des 15-64 ans est inférieur à celui de la France et du département.
La commune fait partie de la couronne de l'aire d'attraction de Toulouse, du fait qu'au moins 15 % des actifs travaillent dans le pôle,. Elle compte 65 emplois en 2018, contre 49 en 2013 et 66 en 2008. Le nombre d'actifs ayant un emploi résidant dans la commune est de 445, soit un indicateur de concentration d'emploi de 14,6 % et un taux d'activité parmi les 15 ans ou plus de 65,4 %.
Sur ces 445 actifs de 15 ans ou plus ayant un emploi, 49 travaillent dans la commune, soit 11 % des habitants. Pour se rendre au travail, 87,3 % des habitants utilisent un véhicule personnel ou de fonction à quatre roues, 4,4 % les transports en commun, 5,7 % s'y rendent en deux-roues, à vélo ou à pied et 2,5 % n'ont pas besoin de transport (travail au domicile).

### Activités hors agriculture

#### Secteurs d'activités
53 établissements sont implantés  à Villate au 31 décembre 2019. Le tableau ci-dessous en détaille le nombre par secteur d'activité et compare les ratios avec ceux du département,.
| Secteur d'activité                                                                                        | Commune | Commune | Département |
| Secteur d'activité                                                                                        | Nombre  | %       | %           |
| --- | ------- | ------- | ----------- |
| Ensemble                                                                                                  | 53      | 100 %   | (100 %)     |
| Industrie manufacturière, industries extractives et autres                                                | 3       | 5,7 %   | (5,7 %)     |
| Construction                                                                                              | 10      | 18,9 %  | (12 %)      |
| Commerce de gros et de détail, transports, hébergement et restauration                                    | 12      | 22,6 %  | (25,9 %)    |
| Information et communication                                                                              | 2       | 3,8 %   | (4,1 %)     |
| Activités financières et d'assurance                                                                      | 1       | 1,9 %   | (3,8 %)     |
| Activités immobilières                                                                                    | 2       | 3,8 %   | (4,2 %)     |
| Activités spécialisées, scientifiques et techniques et activités de services administratifs et de soutien | 14      | 26,4 %  | (19,8 %)    |
| Administration publique, enseignement, santé humaine et action sociale                                    | 3       | 5,7 %   | (16,6 %)    |
| Autres activités de services                                                                              | 6       | 11,3 %  | (7,9 %)     |

Le secteur des activités spécialisées, scientifiques et techniques et des activités de services administratifs et de soutien est prépondérant sur la commune puisqu'il représente 26,4 % du nombre total d'établissements de la commune (14 sur les 53 entreprises implantées  à Villate), contre 19,8 % au niveau départemental.

#### Entreprises et commerces
L'entreprise ayant son siège social sur le territoire communal qui génère le plus de chiffre d'affaires en 2020 est : 
- FL Gestion, activités des sociétés holding (86 k€).

### Agriculture
|               | 1988 | 2000 | 2010 | 2020 |
| ------------- | ---- | ---- | ---- | ---- |
| Exploitations | 6    | 4    | 4    | 4    |
| SAU (ha)      | 257  | 131  | 126  | 138  |

La commune est dans « les Vallées », une petite région agricole consacrée à la polyculture sur les plaines et terrasses alluviales qui s’étendent de part et d’autre des sillons marqués par la Garonne et l’Ariège. En 2020, l'orientation technico-économique de l'agriculture  sur la commune est la culture de céréales et/ou d'oléoprotéagineuses. Quatre exploitations agricoles ayant leur siège dans la commune sont dénombrées lors du recensement agricole de 2020 (six en 1988). La superficie agricole utilisée est de 138 ha,,.

## Culture locale et patrimoine

### Lieux et monuments

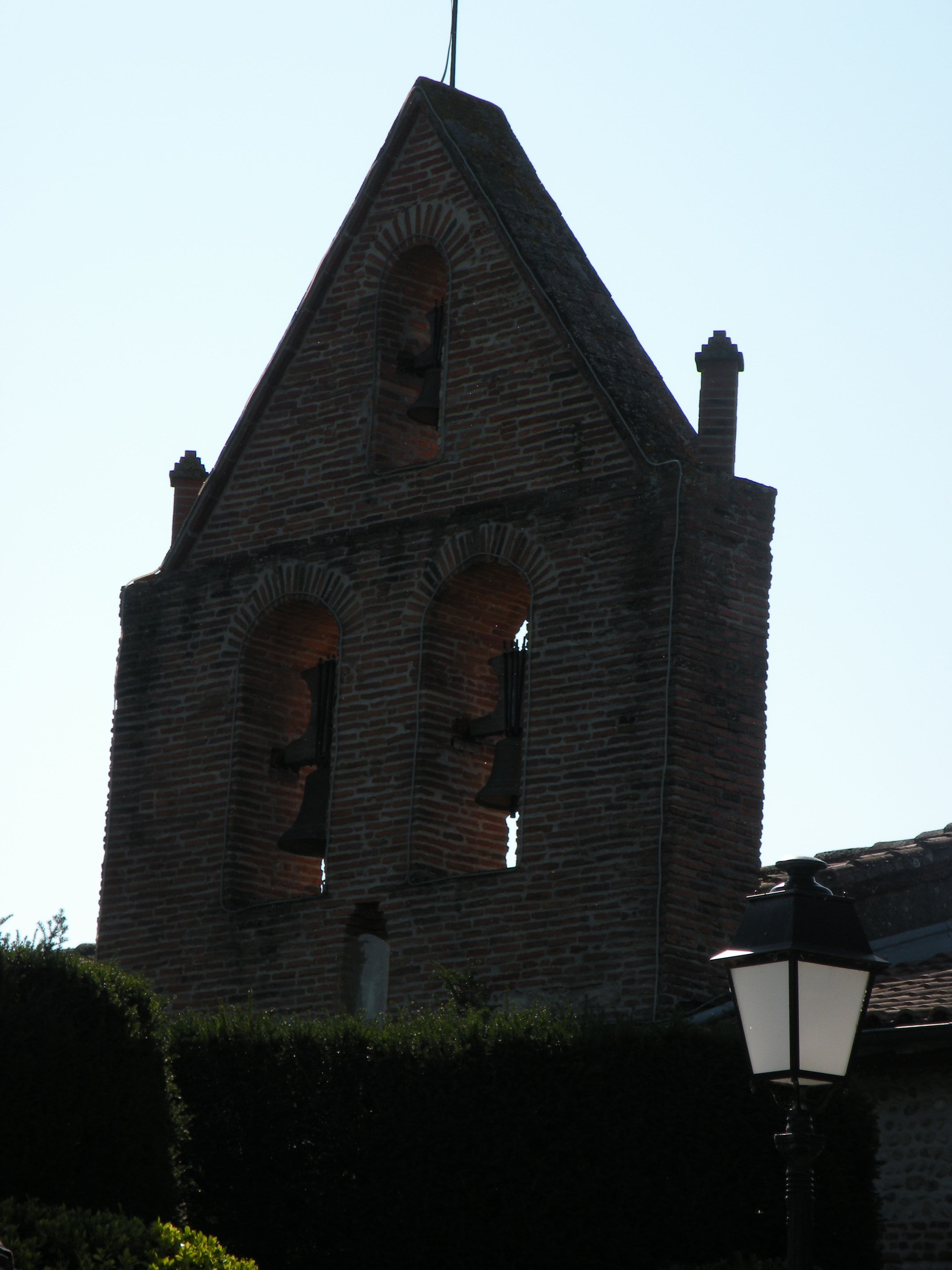
Clocher-mur de l'église.

- Église Saint-Blaise et son clocher-mur.
- Monument aux morts.

## Pour approfondir